# Mujer de azul
Mujer de azul es una pintura al óleo sobre lienzo realizado en 1904 sobre el pintor Paul Cézanne. Se conserva en el Museo del Hermitage de San Petersburgo, junto a otras obras suyas como Autorretrato con gorro, Naturaleza muerta con cortina y El fumador.
El cuadro, en el que el pintor pudo retratar a madame Brémond, el ama de llaves de Cézanne, es uno de los últimos retratos de mujeres realizados por él. La modelo está vestida con un traje azul elegante, apoyada sobre una mesa decorada con brillantes colores, en armonía con el resto del cuadro y con unos rasgos en los que el pintor puso el énfasis.
La pintura de Cézanne, con sus tonos llamativos y sus formas conseguidas por medio del color, fue antecesora de los estilos fauvista y cubista.
El pintor cubista Fernand Leger pintó en 1912 una obra con el mismo título.